# Herzflimmern – Die Klinik am See
Herzflimmern – Die Klinik am See (zweite Staffel: Herzflimmern – Liebe zum Leben) ist eine deutsche Daily Soap, die von November 2010 bis Februar 2012 im Auftrag des ZDF produziert wurde und ab April 2011 im Nachmittagsprogramm zu sehen war. Nach Angaben des ZDF ist sie die erste sogenannte Medical Daily im deutschen Fernsehen. Nach einer Verlängerung der Serie vor Sendestart waren zunächst 200 Episoden geplant. Am 29. September 2011 bestellte der Sender weitere 55 Episoden, so dass das Format letztlich auf 255 Episoden kam.

## Hintergrund
Mitte 2010 wurde bekannt, dass das ZDF eine neue tägliche Serie plant. Produziert wurde das Format von der Bavaria Fernsehproduktion GmbH, die Dreharbeiten starteten am 22. November 2010 auf dem Gelände der Bavaria Filmstudios in Grünwald-Geiselgasteig bei München. Ausgestrahlt wurde die Serie ab dem 4. April 2011 um 14:25 Uhr auf ORF 2, um 16:15 Uhr im ZDF und um 16:55 auf SF 1, womit die Medical Daily sowohl in Deutschland als auch in Österreich und der Schweiz auf diesen Sendeplätzen die quotenschwache Telenovela Lena – Liebe meines Lebens ablöste, deren Erstausstrahlung in Deutschland und Österreich auf die Sendeplätze der Vortags-Wiederholungen am Vormittag verschoben worden war.
Im Laufe der Zeit zeichnete sich bei den Quoten der Serie ein stetiger Abwärtstrend ab. Bis November 2011 lag die Soap mit unter 2 % Marktanteil in der werberelevanten Gruppe weit unter dem Senderschnitt, weshalb das ZDF schließlich am 1. Dezember 2011 offiziell das Ende des Formats bekannt gab. Die Serie war noch bis 30. Dezember 2011 im Nachmittagsprogramm des Senders zu sehen, ehe die restlichen Episoden ab dem 1. Januar 2012 im Nachtprogramm des ZDF ausgestrahlt und seit dem 2. Januar 2012 zudem jeweils am Vormittag des Folgetag gegen 11:10 Uhr auf ZDFneo wiederholt wurden. Grund für die Einstellung war, dass die Produktion – auch mit Beginn einer zweiten Staffel und den damit einhergehenden inhaltlichen und personalen Änderungen – nicht den erhofften Erfolg bei den Zuschauern erzielen konnte. Die Produktion der Serie endet am 2. Februar 2012. Die letzte Episode der Serie wurde am 18. April auf ZDF und am 19. April auf ZDFneo gezeigt. Im Anschluss daran begann letzterer Sender ab dem 20. April eine Wiederholungsausstrahlung der Serie.

## Handlung
Mittelpunkt der Handlung ist ein in der fiktiven Stadt Sonnenberg gelegenes Krankenhaus. Im Zentrum stehen dabei vor allem die Klinikchefin Johanna Lindner sowie ihr Mann, der Richter Thomas Lindner. Ihr Sohn Markus Lindner ist ebenfalls Arzt und steht kurz davor, die neue Assistenzärztin Marie Egger zu heiraten. Weitere Figuren sind der Chefarzt der Chirurgie Roland Bernheimer, dessen Ehefrau Shirley Wilson, die Krankenpfleger Karen, Henriette und Mesut sowie die Oberschwester Ursula.
Im Juli gab der Sender bekannt, dass ab Oktober 2011 neue Figuren in Sonnenberg und der Seeklinik Einzug halten werden. Im Zuge dessen verließ unter anderem Nova Meierhenrich (spielte Dr. Marie Egger), die seit Beginn der Serie zwischen zwei Männern stand, mit ihrem fast bis zum Schluss nicht kommunizierten „Traumprinzen“ die Seeklinik und somit die Serie. Diese Entwicklung geschieht laut Sender aber ganz nach Drehbuch und war von Anbeginn der Dreharbeiten nicht anders geplant. Ab Oktober 2011 wurden mit dem Auftauchen von unter anderem drei neuen Ärzten für neue Geschichten in und um Sonnenberg die Weichen gestellt.

## Besetzung

### Hauptdarsteller
Sortiert nach der Reihenfolge des Einstiegs.
| Darsteller           | Rolle                                 | Episoden                                     | Jahre     | Bemerkungen |
| -------------------- | ------------------------------------- | -------------------------------------------- | --------- | --- |
| Hans Stadlbauer      | Alois Hofer                           | 1–255                                        | 2011–2012 | Betreiber der Wirtschaft „Wolpertinger“, Hausmeister in der Seeklinik Vater von Johanna, Großvater von Lukas und Markus |
| Ralph Schicha        | Thomas Lindner                        | 1–8, 23 (Stimme) 27–37 59, 62 (Video) 98–127 | 2011      | Richter Ehemann von Johanna, Vater von Lukas geht mit Johanna nach Leipzig |
| Sven Waasner         | Markus Lindner                        | 1–126                                        | 2011      | Oberarzt in der Chirurgie Ehemann von Marie, Sohn von Johanna und Jan, Enkel von Alois, Bruder von Lukas beginnt wegen seiner Medikamentenabhängigkeit eine Therapie in einer Kieler Reha-Klinik                                           |
| Nova Meierhenrich    | Marie Egger                           | 1–126                                        | 2011      | Assistenzärztin in der Chirurgie Ehefrau von Markus, Ex-Affäre von Stefan begleitet Markus nach Kiel |
| Bettina Redlich      | Johanna Lindner, geb. Hofer           | 1–127                                        | 2011      | Ärztliche Direktorin der Seeklinik Ehefrau von Thomas, Tochter von Alois, Mutter von Lukas und Markus geht nach ihrer Suspendierung als Ärztliche Direktorin mit Thomas nach Leipzig und übernimmt dort später eine Praxis für Kardiologie |
| Nils Rovira-Muñoz    | Lucas „Luckie“ Lindner                | 1–123                                        | 2011      | Sohn von Johanna und Thomas, Enkel von Alois, Bruder von Markus, bester Freund von Victoria, Freund von Philine zieht nach seinem bestandenen Abitur zu Philine nach Berlin                                                                |
| Jan Hartmann         | Stefan Jung                           | 1–231                                        | 2011–2012 | Leitender Oberarzt in der Chirurgie Ex-Mann von Isabelle, Ex-Affäre von Marie, Vater von Charlotte verlässt die Seeklinik nach einem Streit mit Laura und zieht zu seiner Tochter nach München                                             |
| Saša Kekez           | Mesut Acar                            | 1–255                                        | 2011–2012 | Krankenpfleger Sohn von Cem, Freund von Karen |
| Annabel Faber        | Henriette „Henny“ Ritter, geb. Thaler | 1–255                                        | 2011–2012 | Krankenschwester Ehefrau von Florian |
| Caroline Beil        | Shirley Wilson                        | 1–255                                        | 2011–2012 | Oberärztin in der Intensiv- und Notfallmedizin Ex-Frau (und später wieder Lebensgefährtin) von Roland, Mutter von Vicky |
| Martin Kaps          | Ralf Borowski                         | 1–129                                        | 2011      | Verwaltungsdirektor der Seeklinik Ex-Affäre von Isabelle wird nach der Geiselnahme von Laura wegen seiner kriminellen Machenschaften auf Haiti und der Seeklinik verhaftet                                                                 |
| Yvonne Burbach       | Karen Wagner                          | 1–255                                        | 2011–2012 | Krankenschwester Freundin von Mesut |
| Michael Schiller     | Roland Bernheimer                     | 1–255                                        | 2011–2012 | Chefarzt in der Chirurgie Ex-Mann (und später wieder Lebensgefährte) von Shirley, Vater von Vicky |
| Marianne Rappenglück | Ursula Reisinger                      | 1–255                                        | 2011–2012 | Oberschwester und Pflegedienstleiterin Schwester von Elisabeth |
| Bojana Golenac       | Stella Bennini                        | 1–131                                        | 2011      | Ehefrau von Antonio zieht mit Antonio nach Siena, um mit dessen Onkel Lorenzo ein Lokal zu eröffnen |
| Antonio di Mauro     | Antonio Bennini                       | 1–131                                        | 2011      | Betreiber des „Stella’s“ Ehemann von Stella, Neffe von Lorenzo zieht mit Stella nach Siena, um dort mit Lorenzo ein Lokal zu eröffnen |
| Carina Diesing       | Victoria „Vicky“ Wilson               | 2–255                                        | 2011–2012 | Auszubildende Krankenschwester Tochter von Shirley und Roland, Freundin von Chris, Ex-Freundin von Timo, beste Freundin von Luckie |
| Maike von Bremen     | Isabelle Jung                         | 20–255                                       | 2011–2012 | Fachärztin für Rekonstruktive Chirurgie Ex-Frau von Stefan, Ex-Affäre von Ralf, Affäre von Georg entführt Laura und wird bei deren Befreiung durch Daniel in einem Handgemenge von Georg angeschossen                                      |
| Stephan Schill       | Martin Conrad                         | 122–255                                      | 2011–2012 | Ärztlicher Direktor der Seeklinik Ex-Freund von Saskia, Vater von Laura |
| Nina Schmieder       | Laura von Hagen                       | 122–255                                      | 2011–2012 | Assistenzärztin Tochter von Saskia und Martin, Freundin von Daniel |
| Sabine Bach          | Saskia von Hagen                      | 130–255                                      | 2011–2012 | Unternehmerin Mutter von Laura, Ex-Freundin von Martin, Witwe von Uwe von Hagen |
| Andreas Potulski     | Georg Kampen                          | 130–255                                      | 2011–2012 | Sekretär von Saskia Affäre von Isabelle |
| Hansi Kraus          | Hans Lechner                          | 143–255                                      | 2011–2012 | Landwirt Ehemann von Vroni, Vater von Daniel |
| Peter Guenther       | Daniel Lechner #1                     | 144–151                                      | 2011      | Assistenzarzt Sohn von Hans und Vroni, Freund von Laura |
| Daniel Buder         | Daniel Lechner #2                     | 152–255                                      | 2011–2012 | Assistenzarzt Sohn von Hans und Vroni, Freund von Laura |
| Corinna Binzer       | Veronika „Vroni“ Lechner              | 153–255                                      | 2011–2012 | Landwirtin Ehefrau von Hans, Mutter von Daniel |

### Nebendarsteller
Sortiert nach der Reihenfolge des Einstiegs.
| Darsteller               | Rolle                             | Episoden                        | Jahre     | Bemerkungen |
| ------------------------ | --------------------------------- | ------------------------------- | --------- | --- |
| Carmen-Dorothe Moll      | Petra Stölzl                      | 3–5 93–97                       | 2011      | Reinigungskraft, Mutter von Max |
| David Kötter             | Max Stölzl                        | 2–5 37–64 93–99                 | 2011      | Sohn von Petra, guter Freund von Vicky und Luckie |
| Winfried Frey            | Dominik Berger                    | 9–16 48–59                      | 2011      | Polizist |
| Tayfun Bademsoy          | Cem Acar                          | 70–77                           | 2011      | Vater von Mesut |
| Anno Koehler             | Dr. Josef Schuster                | 80–87                           | 2011      | Leiter des Medizinischen Labors |
| Patrick Finger           | Sven Duebler                      | 88–111                          | 2011      | Verehrer und Stalker von Henriette wurde festgenommen |
| Timothy Peach            | Jan Severin                       | 94–127                          | 2011      | Ex-Freund von Johanna, Vater von Markus tritt nach seiner erfolgreichen Herztransplantation eine Reha in Bad Leibingen an                                                          |
| Daniela Ziegler          | Christiane Weinberger             | 99–134                          | 2011      | Ex-Lebensgefährtin von Thomas zieht sich aus dem Tagesgeschäft der Seeklinik zurück, nachdem sie Saskia als Investorin gewinnen konnte                                             |
| Brenda Bruce             | Charlotte „Charly“ Jung           | 105–108 133–134 147–149 161–218 | 2011–2012 | Tochter von Stefan geht auf ein Musikinternat in München |
| Friederike Sipp          | Philine Sauer                     | 114–123                         | 2011      | Mutter von Mia (Ronja Jerabek), Freundin von Luckie kehrt nach Berlin zurück |
| Bruno Maccalini          | Lorenzo Bennini                   | 128–131                         | 2011      | Onkel von Antonio holt seinen Neffen und dessen Frau Stella nach Siena, um mit ihnen ein Lokal zu eröffnen                                                                         |
| Niklas Osterloh          | Timo Derfling                     | 131–142                         | 2011      | Ex-Freund von Vicky reist nach Portugal |
| Felix Maximilian         | Florian Ritter                    | 132–255                         | 2011–2012 | Ehemann von Henriette, Ex-Verlobter von Nora ging für kurze Zeit nach Kanada, möchte aber nach seiner Hochzeit mit Henriette seine Firma in Sonnenberg aufbauen                    |
| Winfried Huebner         | Karl Enthammer †                  | 137–140                         | 2011      | guter Freund von Alois stirbt an einer Krebserkrankung im Endstadium |
| Kristina Doerfer         | Nora Hansen                       | 139–160                         | 2011      | Ex-Freundin von Florian, Freundin von Rico wollte den vermögenden Florian heiraten, wurde aber von ihm verlassen                                                                   |
| Ricardo Angelini         | Rico Thanner                      | 142–145 154–160                 | 2011      | Freund von Nora |
| Sabine Vistola           | Fanny Angerer                     | 151–180                         | 2011–2012 | Thekenkraft im „Wolpertinger“ Bekannte von Ursula |
| Janis Witting            | Christopher Brandner              | 152–223                         | 2011–2012 | Aushilfe im „Wolpertinger“, vorher Erntehelfer und Lehrling auf dem Lechner-Hof Sohn von Sigi geht mit Florian Ritter nach Helsinki                                                |
| Daniel Enzweiler         | Siegfried „Sigi“ Brandner         | 152–160 174–178                 | 2011      | Vater von Christopher geht wegen eines Jobangebots für einige Zeit nach China |
| Fritz von Friedl         | Richard Sternberger               | 154–170 190–196                 | 2011 2012 | ehemaliger Mentor von Martin |
| Ben Braun                | Henning Baeumler                  | 161–218                         | 2011–2012 | Internist (mit gefälschter Approbation), Affäre von Shirley flüchtet nach Südamerika, nachdem er von Saskia enttarnt und zudem als Saboteur der Fusiocept-Studie hingestellt wurde |
| Veronika-Marie von Quast | Elisabeth Claußen, geb. Reisinger | 169–189                         | 2011–2012 | Schwester von Ursula setzt sich für das misshandelte Heimkind Franzi ein und übernimmt anschließend die Stelle der verantwortlichen Erzieherin                                     |
| N.N.                     | Chris Schwarzer                   | 252–255                         | 2012      | Freund von Vicky steigt in Florian Ritters Firma ein, die Sportgeräte für Behinderte vertreibt                                                                                     |

### Gastdarsteller
Sortiert nach der Reihenfolge des Einstiegs.
| Darsteller | Rolle         | Episoden | Jahr | bekannt als        |
| ---------- | ------------- | -------- | ---- | ------------------ |
| Karen Webb | Fiona Förster | 146–150  | 2011 | Fernsehmoderatorin |

## DVDs
Zur Serie sind bisher 7 DVDs erschienen:
| Volumen | Titel                       | Episoden | Veröffentlichung |
| ------- | --------------------------- | -------- | ---------------- |
| Vol. 1  | Willkommen in der Seeklinik | 1–15     | 29. Juli 2011    |
| Vol. 2  | Turbulente Zeiten           | 16–30    | 12. Aug. 2011    |
| Vol. 3  | Im Chaos der Gefühle        | 31–45    | 9. Sep. 2011     |
| Vol. 4  | Zwischen den Fronten        | 46–60    | 25. Nov. 2011    |
| Vol. 5  | In die Enge getrieben       | 61–75    | 25. Nov. 2011    |
| Vol. 6  | Heimliche Liebe             | 76–90    | 9. Dez. 2011     |
| Vol. 7  | Falsches Spiel              | 91–105   | 9. Dez. 2011     |